# Thermal Micrometeoroid Garment

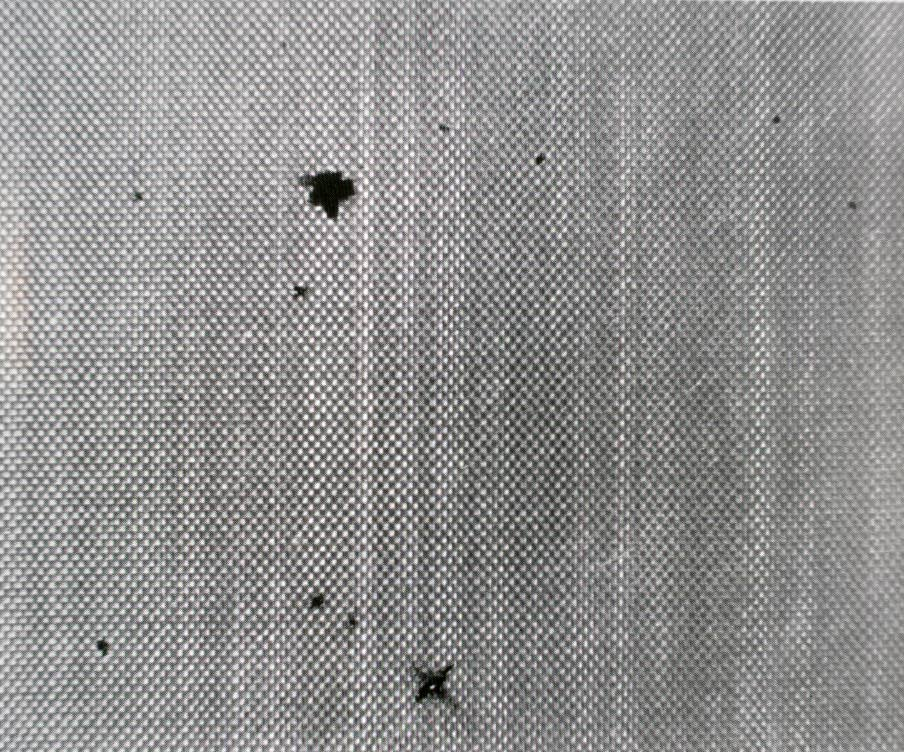
Impatti di micrometeoriti

Un Thermal Micrometeoroid Garment (TMG or ITMG) è uno strato esterno delle tute spaziali. La TMG ha tre funzioni:
- Isolare l'occupante della tuta e proteggerlo dalle perdite di calore.
- Proteggere l'occupante dalle dannose radiazioni solari
- Proteggere l'astronauta da micrometeoriti ed altri detriti orbitali che potrebbe forare e depressurizzare la tuta.

## Tute per Apollo/Skylab
Il TMG utilizzato nel programma Apollo e Skylab inizia con uno strato di nylon rivestito in neoprene. Questo è lo strato più interno per la protezione dalle micrometeoriti. La protezione dalle radiazioni termiche sono state fornite da cinque strati di PET alluminato (Mylar) alternati a quattro strati di tessuto di Dacron, seguito da due strati di film Kapton alluminizzato.

## Tute per lo Space Shuttle/EMU
L'adozione del TMG nelle tute per l'EMU è usata nelle missioni dello Space Shuttle e per la Stazione spaziale internazionale. La costruzione differisce leggermente dalle TMG utilizzate nell'Apollo/Skylab.
Queste includono sette strati di Mylar laminate con il Dacron, invece di cinque ed è stato eliminato l'uso del Kapton. Lo strato di isolamento termico bianco è costituito da Gore-Tex, Kevlar e Nomex.  Questo strato è in grado di sopportare temperature tra i −300° e i +300° Fahrenheit (-184.4 a 149 Celsius). Lo strato più esterno provvede a riflettere gran parte della radiazione termica solare e a proteggere dalle micrometeoriti.